# Massif gréseux de l'Elbe
Le massif gréseux de l'Elbe, (Elbsandsteingebirge en allemand et Děčínská vrchovina en tchèque) est un massif de roches gréseuses situé sur les rives de l'Elbe dans la Suisse saxonne (Allemagne) et la Suisse tchèque (Tchéquie). Son point culminant est le Děčínský Sněžník (730 m). Le sommet le plus haut côté allemand est le Große Zschirnstein (560 m).
Parfois improprement appelé « montagnes gréseuses de l'Elbe », il s'agit d'un fond de mer du Crétacé datant de 100 millions d'années. La mer s'est retirée en laissant derrière elle des couches de sable d'une épaisseur pouvant atteindre 600 m. Ces sédiments ont été ensuite comprimés puis érodés par l'Elbe. On distingue trois étages : les causses, les plateaux et les gorges.

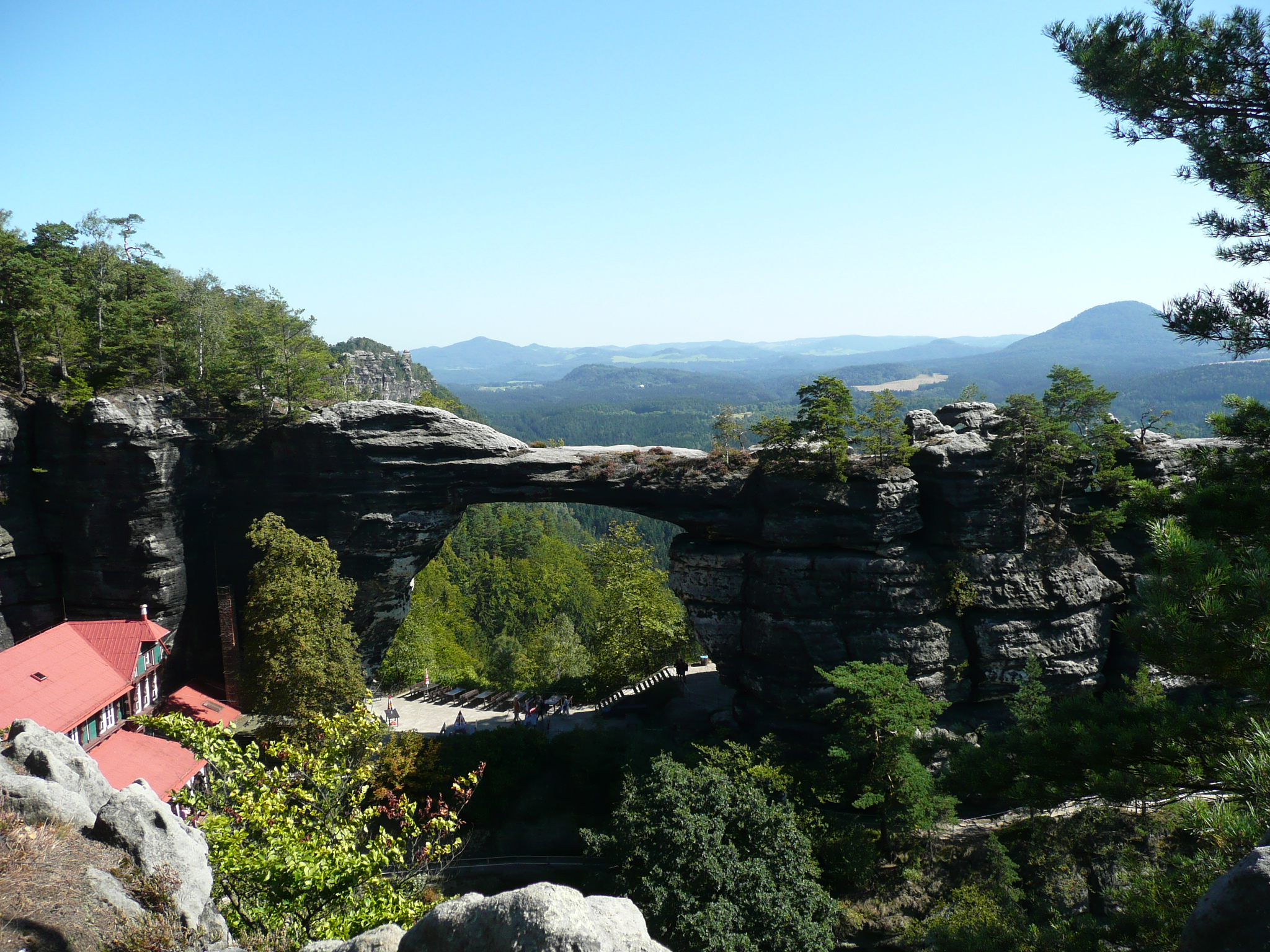
Le pont de grès Pravčická brána, près de Hřensko, Bohême
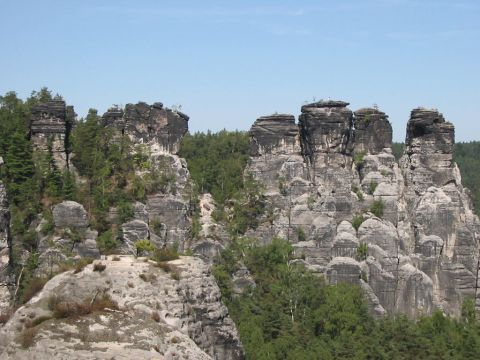
La « petite oie » près de Rathen. Vue depuis le Bastei vers le Nord
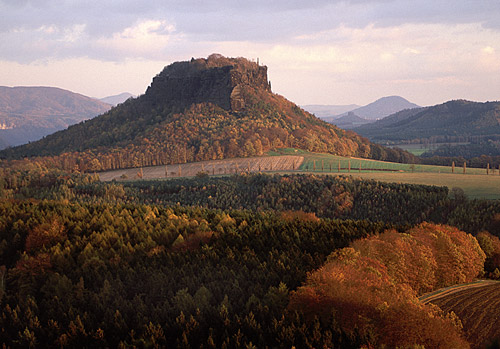
La Lilienstein, une mesa typique du massif.